# شهرداری برجومی
شهرداری برجومی (گرجی: ბორჯომის მუნიციპალიტეტი) یک شهرداری در استان سامتسخه-جاواختی گرجستان است. مرکز اداری آن برجومی است.

## مردم
جمعیت این ناحیه بر اساس سرشماری سال ۲۰۱۴ میلادی، ۲۵۲۱۴ نفر جمعیت داشته است. (۶۰.۱٪ شهری و ۳۹.۹٪ روستایی) (۱۲۰۳۰ مرد و ۱۳۱۸۴ زن)

## تقسیمات اداری
شهرداری برجومی از یک شهر (ქალაქი-کالاکی)، چهار شهرک (დაბა-دبدا) و ۳۷ روستا (სოფელი-سوپلی) تشکیل شده است:

### شهرها
- برجومی

### بخش ها
- آخالدبا
- باکوریانی
- Bak'urianis Andezit'i
- تساغوری

### روستاها
- Didi Mit'arbi
- P'at'ara Mit'arbi
- Sak'och'avi
- Tsemi
- P'at'ara Tsemi
- Daba
- T'imotesubani
- Mzetamze
- Balanta
- Ch'irakhula
- Gverdisubani
- Vardevani
- Mach'arts'q'ali
- Ghvtismshobeli
- Ts'inubani
- Gujareti
- Odeti
- Ghint'uri
- Ts'itelsopeli
- Dviri
- Kvabiskhevi
- Chitakhevi
- Ch'obiskhevi
- T'abats'khuri
- Moliti
- T'adzrisi
- Dgvari
- Sak'ire
- T'ba
- Libani
- Sadgeri
- Q'vibisi
- Vardgineti
- Zanavi
- K'ort'aneti
- Rveli
- Tsikhisjvari